# Confine tra Bielorussia e Ucraina
Il confine tra la Bielorussia e l'Ucraina descrive la linea di demarcazione tra questi due Stati. Ha una lunghezza di 891 km.

## Storia
Il confine moderno segue grosso modo quello tracciato dopo la Grande Guerra, quando la Repubblica Popolare Ucraina si proclamò indipendente nel 1918.
Il tracciato non fu proposto ex novo: ci si basò sulle origini storiche di un confine già esistente secoli prima. La linea di demarcazione sussistente tra gli ex Granducato di Lituania e Regno di Polonia soppressi dopo l'Unione di Lublino era assai simile a quella del XX secolo e corrispondeva alla separazione amministrativa tracciata tra i voivodati di Brėst e Mińsk (lituani) e ai quelli di Kiev, Volinia e Rutenia (polacchi).
Dopo la prima guerra mondiale e il trattato di Riga, la sezione occidentale della delimitazione coincideva approssimativamente con quella amministrativa delle province di Polesia e di Volinia della Seconda Repubblica Polacca: la parte orientale combaciava con il confine tra le repubbliche sovietiche di Bielorussia e Ucraina. Quest'ultimo rimase in essere per via di un trattato che ha assunto valore giuridico fino al dicembre del 1990.
In via ufficiale, il confine di stato odierno è stato ratificato, di concerto con Kiev dal Soviet supremo di Minsk l'11 giugno 1993 (la struttura del Parlamento bielorusso attuale è nata 3 anni più tardi, nel 1996): tuttavia, esiste un accordo internazionale tra i due Stati che riconoscono reciprocamente il tracciato concordato da RSS Bielorussa e URSS nel 1990.
Oggi, il confine è regolato dall'accordo di cooperazione e rispetto tra Bielorussia e Ucraina del 17 giugno 1995 (incentrato sulla tutela dei diritti dei lavoratori di entrambi i Paesi). Il trattato sul confine di stato tra Bielorussia e Ucraina del 12 maggio 1997, ratificato nello stesso anno dalla Verchovna Rada ucraina e nel 2010 dall'Assemblea nazionale della Bielorussia, non ha mai visto in effetti realizzarsi lo scambio di ratifiche necessario affinché il trattato acquisisca valore giuridico.
Secondo il presidente del Comitato di confine di stato bielorusso Igor Raczkowski, i lavori su una più accurata delimitazione dei confini continueranno per quasi 10 anni, richiedendo un esborso di 51 miliardi di rubli.
La demarcazione del confine è iniziata con l'inaugurazione, il 13 novembre 2013, del primo segnale di confine nel triplice confine tra Ucraina, Bielorussia e Russia.
Dopo il disastro di Černobyl' del 1986, gran parte del confine si trova nella cosiddetta zona di alienazione (ucraina) e nella riserva radioecologica statale della Polesia (bielorussa). La zona di esclusione di Černobyl' in Ucraina è sotto osservazione del Ministero dell'ecologia e delle risorse naturali attraverso l'agenzia speciale alla questione preposta. Per via della contaminazione e della situazione eccezionale non sono state preposte normali infrastrutture frontaliere, ma solo qualche segnale di demarcazione e un numero insufficiente di personale vigilante (probabilmente anche per questo resta uno dei luoghi in Europa più testimone di attraversamenti illegali, specie nelle foreste). Ai controlli provvedono autorità speciali. La tratta ferroviaria Chernihiv-Ovruch corre lungo il confine sul lato ucraino, collegando la centrale nucleare abbandonata di Černobyl' con la città di Slavutyč. Il tracciato attraversa il confine per due volte.

## Caratteristiche
Il confine interessa il sud della Bielorussia ed il nord dell'Ucraina. Ha un andamento generale da ovest verso est.
Inizia alla triplice frontiera tra Bielorussia, Polonia ed Ucraina e termina alla triplice frontiera tra Bielorussia, Russia ed Ucraina. Nel suo percorso passa poco ad oriente di Černobyl' e raggiunto il fiume Dnepr lo segue per circa 115 km.

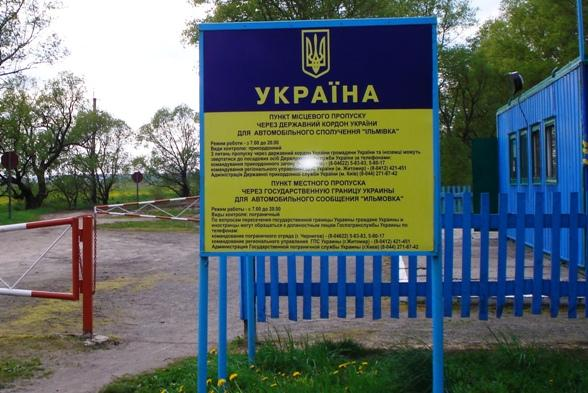
Frontiera presso Ilmivka, oblast' di Černihiv

Nel dettaglio, il confine è rinvenibile nella regione geografica della Polesia (pianura polesiana) che si estende approssimativamente dal Bug occidentale allo Dnepr, fino a giungere a sud all'altezza del fiume Pryp"jat'. La zona geografica del confine fa parte della pianura dell'Europa orientale nota come bassopiano sarmatico e delle paludi del Pryp"jat' (che segnavano anche il confine tra Repubblica Popolare di Polonia e Unione Sovietica).
L'estremità occidentale del confine inizia, come detto al Bug Occidentale, esattamente intorno all'area degli Šac'kij ozera (i laghi di Šac'k) e prosegue verso est attraversando le paludi del Pryp"jat'. Estendendosi poi parallelamente al fiume Prip"jat', la linea di demarcazione si dirige a sud, passando per aree densamente boscose oggi contaminate dal disastro di Černobyl'. Il confine è situato poco a nord di Pryp"jat' e volge in seguito a sud-est, rispettando il percorso del fiume omonimo. Quando il confine raggiunge Dnepr, si dirige a nord verso Homel'. Nel punto intermedio tra Homel' (Bielorussia) e l'area cittadina di Ripky (Ucraina), si procede di nuovo verso est, appropinquandosi alla regione montuosa nota come rialto centrale russo per circa 100 km, dove termina al triplo punto di congiunzione con il confine russo.

## Regioni ed oblast' interessate
In Bielorussia sono interessate dal confine le seguenti regioni (da ovest verso est):
- regione di Brėst
- regione di Homel'.

In Ucraina si trovano lungo il confine le seguenti oblast':
- Oblast' di Volinia
- Oblast' di Rivne
- Oblast' di Žytomyr
- Oblast' di Kiev
- Oblast' di Černihiv.